# Atractus obesus
Atractus obesus är en ormart som beskrevs av Marx 1960. Atractus obesus ingår i släktet Atractus och familjen snokar. Inga underarter finns listade.
Arten förekommer i bergstrakten Cordillera Occidental i Colombia. Den vistas i regioner som ligger 1300 till 2700 meter över havet. Habitatet utgörs av torra bergsskogar. Ett exemplar hittades vid gränsen mellan skogen och ängen. Honor lägger ägg.
Flera skogar i området omvandlas till odlingsmark. Regionen kring Caucafloden förändrades mycket under historien. Det är oklart hur artens bestånd påverkas. IUCN listar Atractus obesus med kunskapsbrist (DD).